# 30. Jagd-Division
La 30. Jagd-Division (30e division de chasse aérienne) a été l'une des principales divisions de la Luftwaffe allemande durant la Seconde Guerre mondiale.

## Création et différentes dénominations
Cette division a été formée en septembre 1943 à Berlin à partir de la Versuchskommando Hermann. Elle est dissoute le 16 mars 1944.

## Commandement

Drapeau du commandant d'une division aérienne

| Début          | Fin          | Grade  | Nom          |
| -------------- | ------------ | ------ | ------------ |
| Septembre 1943 | 16 mars 1944 | Oberst | Hajo Hermann |

## Chef d'état-major
| Début          | Fin          | Grade  | Nom  |
| -------------- | ------------ | ------ | ---- |
| Septembre 1943 | 16 mars 1944 | Oberst | Kern |

## Flakeinsatzführer
| Début | Fin | Grade | Nom |
| ----- | --- | ----- | --- |
| ?     | ?   | ?     | ?   |

## Quartier général
Le quartier général se déplace suivant l'avancement du front.
| Début          | Fin       | Ville  |
| -------------- | --------- | ------ |
| Septembre 1943 | Mars 1944 | Berlin |

## Rattachement
| Septembre 1943 - Février 1944 |  | Luftwaffenbefehlshaber Mitte |
| Février 1944 - Mars 1944      |  | I. Jagdkorps                 |

## Unités subordonnées
- Luftwaffen-Sanitäts-Abteilung/30. JD
- Jagdgeschwader 300
- Jagdgeschwader 301
- Jagdgeschwader 302